# A párizsi vonat
A párizsi vonat (eredeti cím: The 15:17 to Paris) egy 2018-as amerikai életrajzi filmdráma, amelyet Clint Eastwood rendezett és írt Dorothy Blyskal-lal a 2016-os, The True Story of a Terrorist, a Train, and Three American Heroes című könyv alapján, amelyet Jeffrey E. Stern, Spencer Stone, Anthony Sadler és Alek Skarlatos írt. A filmben Stone, Sadler és Skarlatos saját magukat alakítják. A történet a 2015-ös Thalys vonat elleni terrortámadás eseményeit követi nyomon a három hős szemszögéből. Judy Greer és Jenna Fischer is szerepel a filmben.

## Cselekmény
|  | Alább a cselekmény részletei következnek! |

Spencer Stone és Alek Skarlatos egy külvárosi középiskolába járnak. A fegyverek iránti érdeklődésük miatt kötődnek egymáshoz. Egyszer, amikor az igazgatói irodába küldik őket, találkoznak egy másik diákkal, Anthony Sadlerrel, akivel  összebarátkoznak. Spencer elkezd edzeni, hogy lefogyjon. Több hónapos szigorú edzés és testmozgás után jobb formába kerül, és jelentkezik a légierőhöz, abban a reményben, hogy mentőparancsnok lesz.
Spencer vizsgát tesz a mentőiskolába való bejutásért, de a gyenge mélységérzékelése miatt elutasítják. Feldúltan választ a Légierő számára fennmaradó egyéb lehetőségei közül, és hamarosan külföldön állomásozik. Alek a Nemzeti Gárdához vonult be, és Afganisztánba vezénylik. Alek Skype-on közli vele, hogy meg akarja látogatni a barátnőjét Németországban, és úgy döntenek, hogy a következő szabadságuk alatt ott találkoznak. Spencer skype-ol Anthonyval, aki most egyetemista, és rábeszéli, hogy ős jöjjön el Európába nyaralni, Olaszországból indulva. Ezután Németországban találkoznak, és úgy döntenek, hogy Amszterdamba mennek. Az ott töltött néhány nap után Franciaországba mennek és az Amszterdamból indulnak a 15:17-es vonattal Párizsba. 
A vonaton minden rendben van, egészen addig, amíg az amerikai származású francia Mark Moogalian észre nem veszi, hogy az egyik vécé szokatlanul hosszú ideje foglalt. Amikor utánajár a dolognak, egy terrorista robbant ki belőle egy rohamlöveggel. Egy másik utas, nyakon ragadja a terroristát, és Moogaliannak sikerül elszakítania a puskát a terroristától, de ekkor egy 9 mm-es pisztollyal hátba lövik. Az utasok menekülni kezdenek az üléseikből, és a vonat első fülkéi felé rohannak, hogy elmeneküljenek. Végül a terrorista a következő kocsihoz közelít, ahol Spencer és barátai ülnek. Amint Spencer meglátja őt, azonnal akcióba lendül. Úgy dönt, hogy az ő és a többi utas egyetlen reménye az, hogy megpróbálja legyőzni a terroristát. Spencer kétségbeesett, mindenre elszánva rohan a terrorista felé, abban a reményben, hogy legyőzi őt. Szerencséjére a terrorista fegyvere éppen akkor akad el, amikor tüzelni készül, Spencer pedig elkapja és lefegyverezi. Látva, hogy Spencer mennyire sikerül megfékeznie a terroristát, Alek, Anthony és a többi utas is csatlakozik a küzdelemhez és legyőzik a merénylőt. Spencer ezután elállítja a vérzést azzal, hogy az ujjaival eltömíti a Moogalian nyakán lévő kimeneti sebet. A következő állomáson a rendőrök teljes fegyverzetben lépnek be a vonatba, amikor felfedezik, hogy Spencer legyőzte a terroristát, és a mentősök elkezdik ellátni az ő és a meglőtt utas súlyosabb sebeit. A mentősök Moogalian-t a helyi kórház sürgősségi osztályára viszik. 
Egy ünnepélyes ceremónia keretében François Hollande akkori elnök Franciaország hőseiként ismeri el Spencert, Aleket és Anthonyt bátorságukért és hősiességükért, és kitünteti őket a Becsületrenddel. A film a három barát tiszteletére rendezett felvonulással zárul abban a városban, Sacramentóban, ahol felnőttek.

## Szereplők
| Szerep         | Színész        | Magyar hang       |
| -------------- | -------------- | ----------------- |
| Spencer        | Spencer Stone  | Hamvas Dániel     |
| Anthony        | Anthony Sadler | Kisfalusi Lehel   |
| Alek           | Alek Skarlatos | Szatory Dávid     |
| Joyce          | Judy Greer     | Bertalan Ágnes    |
| Heidi          | Jenna Fischer  | Zakariás Éva      |
| Mr. Henry      | P. J. Byrne    | Vári Attila       |
| Murray edző    | Tony Hale      | Karácsonyi Zoltán |
| Garrett Walden | Jaleel White   | Fekete Zoltán     |

## Bevétel
A párizsi vonat 36,3 millió dolláros bevételt hozott az Egyesült Államokban és Kanadában, és 20,6 millió dollárt más területeken, ami világszerte 56,9 millió dolláros összbevételt jelent, 30 millió dolláros gyártási költségvetéssel szemben. 
A film 2018. február 9-én került a mozikba 3042 moziban. A mozipénztáraknál a nyitóhétvégéjén több mint 12,5 millió dollárt hozott, ami a harmadik helyre volt elég, megelőzték a szintén debütáló A szabadság ötven árnyalata és a Nyúl Péter című filmek. 

## Kritikai visszhang
A Rotten Tomatoes-on a Letaszítva 23%-os tetszési indexet ért el 168 kritikus véleménye alapján. 39 kritikus pozitívan 129 kritikus negatívan értékelte a filmet.

## Fordítás
- Ez a szócikk részben vagy egészben  a   The 15:17 to Paris című angol Wikipédia-szócikk fordításán alapul.  Az eredeti cikk szerkesztőit annak laptörténete sorolja fel. Ez a jelzés csupán a megfogalmazás eredetét és a szerzői jogokat jelzi, nem szolgál a cikkben szereplő információk forrásmegjelöléseként.